# Henri Bordère
Henri Bordère ( * 1825 - 1889 ) fue un botánico francés. Fue profesor en Gèdre, Altos Pirineos, recolectando principalmente en los Pirineos. Su enorme herbario se conserva en el "Conservatorio botánico nacional de los Pirineos y de Medios Pirineos, en la ciudad de Bagnères-de-Bigorre.

## Honores
- Fue nombrado "caballero de la Legión de Honor"[2]

### Epónimos
- (Dioscoreaceae) Borderea Miégev.[3]

- La abreviatura «Bordère» se emplea para indicar a Henri Bordère como autoridad en la descripción y clasificación científica de los vegetales.[4]